# Pawiloma peristicta
Pawiloma peristicta är en insektsart som beskrevs av Young 1977. Pawiloma peristicta ingår i släktet Pawiloma och familjen dvärgstritar. Inga underarter finns listade i Catalogue of Life.